# Casey Affleck

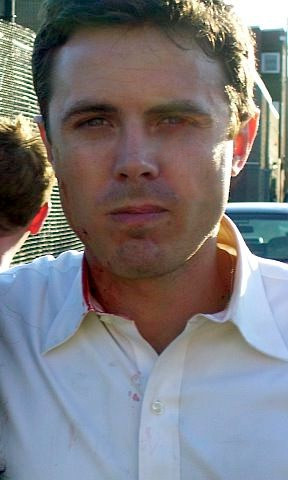
Casey Affleck, 2006.

Caleb Casey McGuire Affleck-Boldt, född 12 augusti 1975 i Falmouth, Massachusetts, är en amerikansk skådespelare, filmregissör, producent och manusförfattare.
För rollen som Lee Chandler i Manchester by the Sea belönades Affleck med en Oscar för bästa manliga huvudroll, Golden Globe Award för bästa manliga huvudroll – drama och BAFTA Award bästa manliga huvudroll.
Han är vegan sedan 1995.

## Familj
Casey Affleck är yngre bror till skådespelaren Ben Affleck. 2006 gifte Casey Affleck sig med Summer Phoenix, och blev därmed svåger till skådespelaren Joaquin Phoenix. 2015 separerade Summer Phoenix och Casey Affleck, vilket blev offentligt i mars 2016. Skilsmässan gick igenom 2017. De har två söner, födda 2004 och 2008.

## Filmografi i urval
- 1989 – Lemon Sky
- 1989 – The Kennedys
- 1995 – Till varje pris
- 1996 – Race The Sun
- 1997 – Floating
- 1997 – Will Hunting
- 1997 – Chasing Amy
- 1998 – Desert Blue
- 1999 – 200 Cigaretts
- 1999 – American Pie (ej krediterad)
- 2000 – Hamlet
- 2000 – Committed
- 2000 – Drowning Mona
- 2000 – Attention Shoppers
- 2001 – Soul Survivors
- 2001 – American Pie 2
- 2001 – Ocean's Eleven
- 2002 – Gerry (manus och roll)
- 2002 – This Is Our Youth
- 2004 – Ocean's Twelve
- 2005 – Lonesome Jim
- 2006 – The Last Kiss
- 2007 – Ocean's Thirteen
- 2007 – Mordet på Jesse James av ynkryggen Robert Ford
- 2007 – Gone Baby Gone
- 2010 – The Killer Inside Me
- 2010 – I'm Still Here (manus, regi, produktion och roll)
- 2012 – Tower Heist
- 2012 – ParaNorman (röst)
- 2014 – Interstellar
- 2015 – The Finest Hours
- 2016 – Manchester by the Sea
- 2016 – The Finest Hours
- 2016 – Triple 9
- 2017 – A Ghost Story